# کاچولکا
کاچولکا (به بلغاری: Kachulka) یک منطقهٔ مسکونی در بلغارستان است که در شهرستان کروموفگراد واقع شده‌است.